# 亭旁镇
亭旁镇，中国浙江省台州市三门县下辖的一个镇。亭旁镇有“浙江红旗第一飘”之称、亭旁起义发生地。

## 辖区
该镇辖有：	杨家村、包家村、石滩村、陌更村、狮岭村、上岩村、上蒋村、唐家岙村、王村、上鲍村、任家村、岙楼村、下岙村、坑下村、前楼村、叶家庄村、寺前岩村、半岭村、花湾村、应家村、庄基村、中口村、汪家村、潘家村、格水邵村、湫水下叶村、徐家村、里陈村、外陈村、上钱村、邵上村、邵下村、马村、石头岙村、下路朱村、上卢村、百亩头村、下里金村、东王村、山根邵村、山上任村、坑洪村、下吴村、上任郑村、坝头村、金干村、湖头徐村、梅坑胡村、梅坑杨村、里金村、胡家村、郑家村、芹溪村、外洋马村、楼下郑村、路四坑村、沙湾村、佃石村、桃山村、上梅村、下梅村、郭岙村、何家村、祝家村、横路村、坑河村、山头平村、赖家村、彭家村、里洪村、坐塘村、挂帘村、大溪下村、外楼村、界岙村、铁场村、西山村、刘家村、板沸村、山上杨村、枧头村、小林山村、下高村、上高村、山后芦村、叶家山村、申改卢村、王家庄村、桥头胡村、东湖村、山头王村、项家山村、上段村、石门坑村、南溪村、韩家村、龚家村、周山村、方田村、上样村、下湾村、赖岙村、鳌岗村、百两岗村、葫芦田村、便岭坑村。